# 百瀬慶一
百瀬 慶一（ももせ けいいち、1965年9月29日 - ）は日本の音響監督、サウンドデザイナー。
ミディアルタ最高顧問。

## 来歴・人物
兵庫県出身。慶應義塾大学卒業。広告代理店、SMEの音楽プロデューサーを経て、現在に至る。
SMEの音楽プロデューサー時代、篠原涼子 with t.komuro「恋しさと せつなさと 心強さと」をプロデュースしていた。
アニメ作品だけではなく、実写作品等でも活躍。 

## 参加作品

### テレビアニメ
- 3丁目のタマ うちのタマ知りませんか?（第二期）（音楽プロデューサー） - 1994年
- ソニックX - 2003年
- SDガンダムフォース - 2004年
- Ergo Proxy - 2006年
- 電脳コイル - 2007年
- カイバ - 2008年
- ヒピラくん - 2009年

### OVA
- アルスラーン戦記III・IV（音楽プロデューサー） - 1993年
- 誕生 〜Debut〜（音楽プロデューサー） - 1994年
- プラスチックリトル（音楽プロデューサー） - 1994年
- 機動戦士ガンダムII 哀・戦士編 特別版 - 2000年
- 機動戦士ガンダムIII めぐりあい宇宙編 特別版 - 2000年
- 怪童丸 - 2001年
- サクラ大戦 神崎すみれ 引退記念 す・み・れ - 2002年
- I'll/CKBC - 2002年
- GUNDAM EVOLVEシリーズ（EVOLVE../11、15において監督も兼任）- 2003年～
- サクラ大戦 ル・ヌーヴォー・巴里 - 2004年
- FREEDOM - 2006年
- サクラ大戦 ニューヨーク・紐育 - 2007年

### 劇場アニメ
- 3丁目のタマ おねがい!モモちゃんを捜して!!（音楽プロデュース） - 1993年
- ストリートファイターII MOVIE（音楽プロデューサー） - 1994年
- BLOOD THE LAST VAMPIRE - 2000年
- スチームボーイ - 2004年
- 新SOS大東京探検隊 - 2006年
- ぷかぷかジュジュ - 2012年

### その他
- ガンダム新体験 -0087- GREEN DRIVERS - 2001年
- FLAG - 2006年

### 実写
映画
- 明日があるさ THE MOVIE（サウンドデザイナー、音楽プロデューサー） - 2002年
- リターナー（サウンドデザイン） - 2002年
- ドラゴンヘッド（音楽プロデューサー） - 2003年
- ファンタスティポ（サウンドデザイナー） - 2005年